# خوان كارلوس بيريز فرياس
خوان كارلوس بيريز فرياس (بالإسبانية: Juan Carlos Pérez Frías)‏ هو لاعب كرة قدم إسباني، ولد في 27 يوليو 1956 في مدريد في إسبانيا. لعب مع نادي أتلتيكو ماربيا ‏.

## وصلات خارجية
- خوان كارلوس بيريز فرياس على موقع قاعدة بيانات كرة القدم.إي يو (الإنجليزية)